# Ernst Walter Zeeden
Ernst Walter Zeeden (* 14. Mai 1916 in Berlin; † 5. September 2011 in Tübingen) war ein deutscher Historiker und Professor für Mittlere und Neuere Geschichte.

## Leben
Ernst Walter Zeeden wurde als Sohn des königlich preußischen Amtsrichters und späteren Landgerichtsdirektors Konrad Zeeden (1879–1925) und dessen Frau Marianne Zeeden, geborene Müller († 1934), in Berlin-Wilmersdorf geboren. Nach seinem Abitur auf dem Berliner Bismarckgymnasium Ostern 1934 und dem Arbeitsdienst im Lager 6/135 in Coswig (Anhalt) studierte Zeeden vom Wintersemester 1934/35 bis zum Sommer 1938 Geschichte, Germanistik, Latein und Philosophie an den Universitäten Leipzig, Heidelberg, München und Freiburg. An der Universität Leipzig wurde er Mitglied des Corps Saxonia Leipzig. Mit der Arbeit Hardenberg und der Gedanke einer Volksvertretung in Preußen 1807–1812 wurde er im Juni 1939 bei Gerhard Ritter an der Albert-Ludwigs-Universität Freiburg zum Dr. phil. promoviert. Am 4. November 1948 heiratete er in Freiburg Pauline Dubbert, mit der er die fünf Kinder Heinrich, Irmgard, Wolfgang, Gerhard und Theresia hatte.
Er habilitierte sich 1947 an der Universität Freiburg und wurde 1954 dort außerplanmäßiger Professor. 1957 wurde er außerordentlicher und 1963 ordentlicher Professor für Mittlere und Neuere Geschichte an der Eberhard Karls Universität Tübingen. 1984 wurde er emeritiert. Zeeden stammte aus einer protestantischen Familie, trat jedoch zur römisch-katholischen Kirche über und wurde am 9. Mai 1954 in Freiburg im Breisgau in den Ritterorden vom Heiligen Grab zu Jerusalem investiert. Er erzog seine Kinder katholisch, seine Frau blieb jedoch Protestantin. Eine Tochter konvertierte später wiederum zum Protestantismus, wo sie heute noch als Pfarrerin arbeitet. Zeeden wurde auf dem Bergfriedhof (Tübingen) beerdigt.

## Wirken
Zeeden baute in Tübingen einen der ersten Geisteswissenschaftlichen Sonderforschungsbereiche der Deutschen Forschungsgemeinschaft (DFG) zum Thema „Spätmittelalter und Reformation“ zusammen mit dem Historiker Josef Engel und dem Theologen Heiko Augustinus Oberman auf. Zeedens Lebenswerk umfasst die Epochen der Reformation und des Konfessionellen Zeitalters, zu deren Neubewertung in der deutschen und europäischen Geschichte er Entscheidendes beitrug. Wenn heute die Entstehung der Konfessionen, Konfessionsbildung und Konfessionalisierung sowie die Kulturgeschichte der Frühen Neuzeit zentrale Themen sind und die ältere Zentrierung der Reformationsgeschichtsschreibung auf die Gestalt Martin Luthers und die frühen Jahre der Reformation durch eine längerfristig angelegte Perspektive erweitert worden sind, so hat Zeeden daran großen Anteil. Seine Schriften und sein Konfessionen übergreifender vergleichender Ansatz sowie seine kulturgeschichtliche These von den katholischen Traditionen im älteren Luthertum des 16. und 17. Jahrhunderts wurden auch im außerdeutschen Ausland rezipiert.
Mit seinen Büchern über die Entstehung der Konfessionen, Martin Luther oder dem Band Hegemonialkriege und Glaubenskämpfe in der Propyläen-Geschichte Europas konnte Zeeden teilweise völlig neue Forschungsrichtungen initiieren. Sein wissenschaftlicher Nachlass wird im Stadtarchiv Ulm verwaltet und umfasst elf laufende Meter.
Zeeden betreute siebzig Promotionen und bildete über zehn spätere Hochschullehrer aus. Zu seinen akademischen Schülern gehören Johannes Burkhardt, Horst Rabe, Paul Münch, Helga Schnabel-Schüle und Wolfram Siemann. Er selbst war Schüler Gerhard Ritters sowie Verwandter Max Webers.

## Schriften (Auswahl)
- Hardenberg und der Gedanke einer Volksvertretung in Preußen 1807–1812. Ebering, Berlin 1940 (Zugleich: Philosophische Dissertation, Universität Freiburg, 1939).
- Martin Luther und die Reformation im Urteil des deutschen Luthertums. 2 Bände. Herder, Freiburg 1950–1952.
- Katholische Überlieferungen in den lutherischen Kirchenordnungen des 16. Jahrhunderts. Aschendorff, Münster 1959.
- Die Entstehung der Konfessionen. Oldenbourg, München 1965.
- Das Zeitalter der Gegenreformation. Herder, Freiburg im Breisgau 1967.
- Handbuch der Kulturgeschichte. Abt. 1: Zeitalter deutscher Kultur. Deutsche Kultur in der frühen Neuzeit. Akademische Verlagsgesellschaft Athenaion, Wiesbaden 1968.
- Das Zeitalter der Glaubenskämpfe. Deutscher Taschenbuch-Verlag, München 1973 (Taschenbuchausgabe der 9., neu bearbeiteten Auflage des Gebhardt. Handbuch der deutschen Geschichte); 3. Auflage 1978.
- als Hrsg.: Gegenreformation. Wissenschaftliche Buchgesellschaft, Darmstadt 1973, ISBN 3-534-05345-1.
- als Hrsg.: Hegemonialkriege und Glaubenskämpfe 1556–1648 (= Propyläen-Geschichte Europas. Band 2). Propyläen Verlag, Berlin 1977, ISBN 3-549-15792-4.
- Europa im Zeitalter des Absolutismus und der Aufklärung. Klett-Cotta, Stuttgart 1981, ISBN 3-12-915660-7.
- Europa im Umbruch. Von 1776 bis zum Wiener Kongress. Klett-Cotta, Stuttgart 1982, ISBN 3-12-915670-4.
- Konfessionsbildung. Studien zur Reformation, Gegenreformation und katholischen Reform. Klett-Cotta, Stuttgart 1985, ISBN 3-608-91166-9.